# Barbechat

Localització de Barbechat

Barbechat (en bretó Bargazh, en gal·ló Barbechat) és un municipi francès, situat a la regió de país del Loira, al departament de Loira Atlàntic, que històricament ha format part de la Bretanya. L'any 2006 tenia 1.223 habitants. Limita amb els municipis de La Chapelle-Basse-Mer i Le Loroux-Bottereau al Loira Atlàntic, Landemont, Champtoceaux, La Varenne i Saint-Sauveur-de-Landemont a Maine i Loira.

## Demografia
| 1962                                       | 1968 | 1975 | 1982 | 1990 | 1999  |
| ------------------------------------------ | ---- | ---- | ---- | ---- | ----- |
| 584                                        | 608  | 566  | 808  | 905  | 1.062 |
| Des de 1962: població sense dobles comptes |      |      |      |      |       |

## Administració
| Període   | Identitat          | Partit |
| --------- | ------------------ | ------ |
| 2001-2008 | Patrick de Vallois |        |
| 2008-     | Philippe Couillaud |        |